# 丰满大桥
丰满大桥位于中国吉林省吉林市，是跨越松花江的一组桥梁。旧桥于1937年动工，1939年11月通车。大桥上游1公里处为丰满水电站。
旧桥全长432米，宽6米，在2005年因鉴定为危桥而禁止通行。1990年又在旧桥下游新建了宽7.8米的桥，该桥在2009年因质量原因而限制机动车通行。为保证通行需要，在2012年将旧桥拆除，并在同年8月3日于上游新建一座大桥，同时加固1990年建设的桥梁，新桥于2014年5月20日通车，全长429米，宽20米，双向4车道。